# 帕秦克隆
帕秦克隆（英语：Pazinaclone，开发代号：DN-2327）是环吡咯酮类药物中的一种镇静剂和抗焦虑药。其他环吡咯酮药物包括佐匹克隆和右佐匹克隆。
帕秦克隆与苯二氮䓬类药物具有非常相似的药理学特性，包括镇静和抗焦虑特性，但遗忘作用较小，并且在低剂量时它是一种相对选择性的抗焦虑药，而镇静作用仅在较高剂量时出现。
帕秦克隆通过作为GABAA苯二氮䓬受体的部分激动剂发挥其镇静和抗焦虑作用，尽管帕秦克隆比大多数苯二氮䓬类药物更具亚型选择性。

## 合成

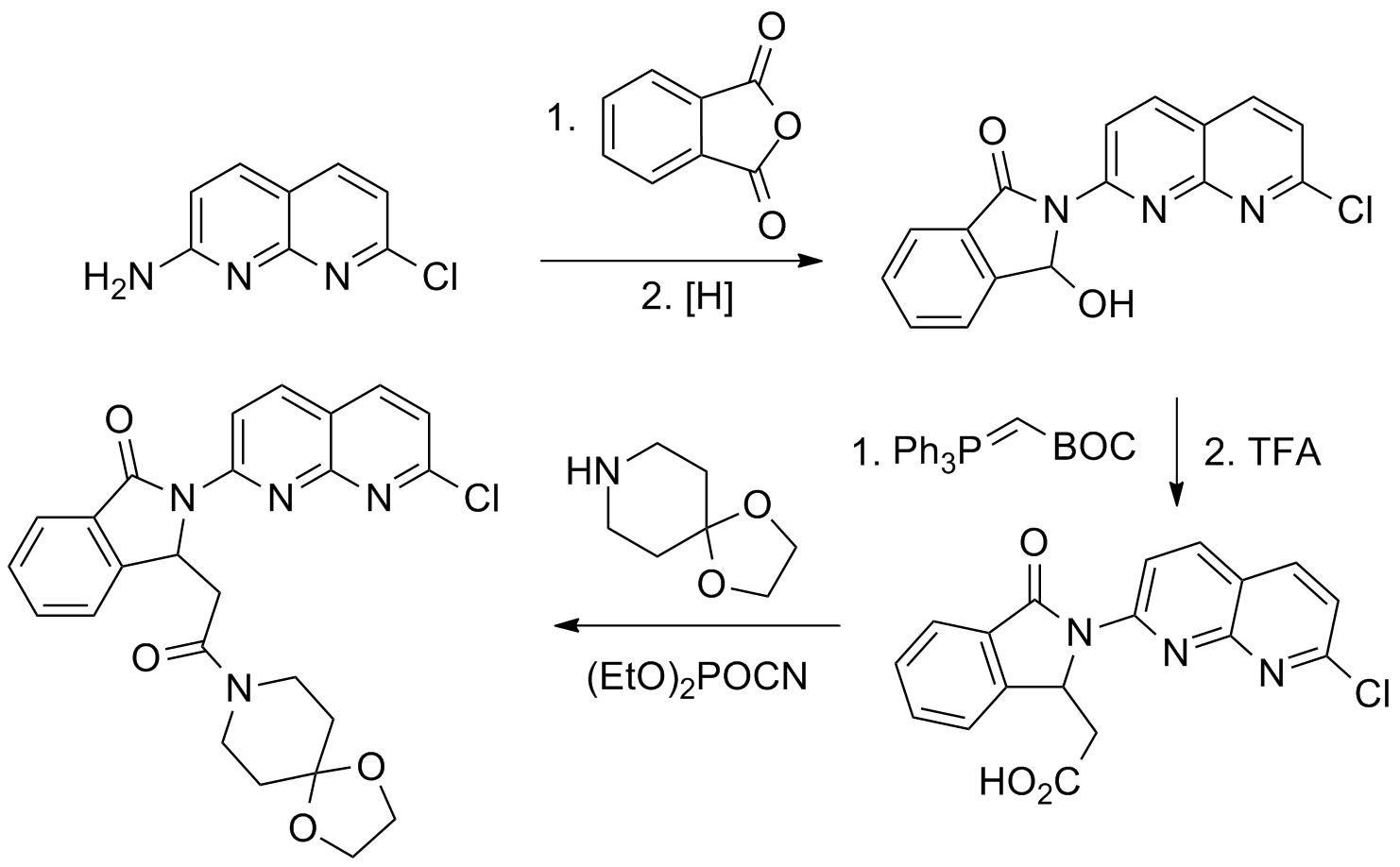
帕嗪克隆合成：

7-氯-1,8-萘啶-2-胺与邻苯二甲酸酐反应生成相应的邻苯二甲酰亚胺。一个酰亚胺羰基的选择性还原实质上将其转化为醛。与三苯基磷乙酸叔丁酯的缩合得到维蒂希产物。
然后用氰基膦酸二乙酯处理该羧酸，以将其转化为活性氰化物；与4-哌啶酮缩乙二醇反应生成相应的酰胺（帕秦克隆）。